# Du (Peter-Maffay-Lied)
Du ist der Titel einer von Peter Maffay gesungenen Ballade aus dem Jahr 1970, die als erste Platte des Sängers erschien, zum Millionenseller wurde und ihm zum Durchbruch verhalf.

## Entstehungsgeschichte
Der ausgebildete Jurist Michael Kunze wurde im Sommer 1969 auf Peter Maffay aufmerksam, als er auf der Suche nach Nachwuchsinterpreten für selbstgetextete Lieder war. Kunzes Frau entdeckte ihn im Musikkeller „Song Parnass“ im Münchner Stadtteil Au-Haidhausen, als er dort mit Margit Kraus auftrat. „Der hat mich überzeugt“, so Maffay über Kunze, „dass in dem Geschäft alles anders läuft. Und ich habe meine Klappe gehalten, weil ich ja eine Platte haben wollte.“
Die Aufnahmen entstanden im Tonstudio „Union Studio“ (hier nahmen später Boney M. auf), das im hinteren Teil einer großen Villa im noblen Münchener Vorort Solln lag. Als Peter Maffay im November 1969 morgens um neun Uhr hier eintraf, saß dort bereits ein komplettes Orchester. Anwesend waren Streicher, Bläser und eine Rhythmus-Sektion mit Charly Antolini (Schlagzeug), der bei Max Greger spielte. Im Regieraum saßen die Produzenten Michael Kunze (Text) und Peter Orloff (Musik). Es dauerte rund 14 Stunden, bis die Musikspuren aufgenommen waren. Gegen Mitternacht kam der Einsatz von Maffay für die Vokalaufnahmen, als die meisten Musiker bereits das Studio verlassen hatten. Den Text des Songs „Du“ hatte Michael Kunze zur Musik von Peter Orloff verfasst. Im Mittelpart des Songs gab es einen gesprochenen Teil. „Ernst und mit viel Gefühl“ lautete hierfür die Anweisung der Musikproduzenten. Maffay versuchte es einige Male, aber seine rumänische Herkunft war nicht zu leugnen. Er konnte den Text nicht sprechen, ohne das „r“ zu rollen. Nach ein paar Takes unterbrach Kunze die Aufnahmen und sprach den Text selbst. Es handelte sich um den gesprochenen Part „Du, ich will Dir etwas sagen, was ich noch zu keinem anderen Mädchen, zu keinem anderen Mädchen gesagt habe … ich hab’ Dich lieb …“.
Der Schlagerkomponist Georg Buschor, der während der gesamten Aufnahmen anwesend war, nahm Maffay nach weiteren vier Stunden Aufnahmedauer gegen vier Uhr am Morgen in seinem Auto mit in die Stadt und setzte ihn dort in der Lothstraße ab, wo das Studentenwohnheim der Hochschule für angewandte Wissenschaften München lag.

## Veröffentlichung und Erfolg

Peter Maffay – Du

Peter Maffays erste offizielle Single-Veröffentlichung Du / Jeder Junge braucht ein Mädchen (Telefunken 6.1109) erschien am 15. Januar 1970. Das Radio lehnte zunächst ein Airplay des Songs ab, weil er nach Ansicht der Programmverantwortlichen mit 4 Minuten und 58 Sekunden Spieldauer zu lang geraten war. Deshalb gab es zwei Monate kaum Plattenverkäufe. Erst als Maffay am 21. März 1970 seinen ersten Fernsehauftritt in der ZDF-Hitparade als siebter von 14 Künstlern hatte, wurde er mit der Ballade in Deutschland bekannt.
Danach gelangte die Ballade im April 1970 in die deutsche Hitparade, wo sie ab 23. Mai 1970 für vier Wochen als Nummer-eins-Hit notierte. Du avancierte zum größten deutschsprachigen Hit des Jahres 1970 und wurde mit einer Goldenen Schallplatte von Maffays Musiklabel für 500.000 verkaufter Einheiten in Deutschland ausgezeichnet. Im Frühling 1971 platzierte sich der Song auch in den Hitparaden der Niederlande (Rang 1; Goldene Schallplatte), Österreich (Rang 8), Belgien (Rang 1; Gold) und der Schweiz (Rang 2) und in Norwegen. Es wurde auch eine englische Version unter dem Titel You veröffentlicht, die in Südafrika (Goldene Schallplatte) auf den ersten Platz kam. Die englische Version kam auch in den Niederlanden und Belgien auf Platz 1. Außerdem wurde auch eine französische und spanische Version auf den Markt gebracht, die sich in den dortigen Charts weit oben platzieren konnten. Insgesamt wurden über eine Million Exemplare bis Ende 1970 verkauft. Ein erster Bericht in der Jugendzeitschrift Bravo erschien über Maffay in der Ausgabe 24/1970 vom 8. Juni 1970.
Das Urheberrecht des Songs lag zu je 50 % bei Kunze und Orloff. Dieses Team erhielt die GEMA-Erlöse aus Aufführung und Airplay. Die Plattenfirma Teldec hielt die Masterrechte an der Aufnahme und vereinnahmte die Vertriebserlöse aus jeder verkauften Platte. Davon zahlte sie dem Sänger Maffay eine Tantieme von 5 % (vom Großhandelsbruttopreis) pro verkaufte Einheit.
Maffays erster Hit wurde auf dem 1970 erschienenen Debütalbum Für das Mädchen, das ich liebe berücksichtigt. Er arbeitete mehr als 4 Jahre für Michael Kunze und ließ sich von Kunze mindestens 70 Titel schreiben und/oder produzieren. Der frühe Erfolg mit dieser Ballade prägte Maffays Image nachhaltig und erschwerte für viele Jahre einen von ihm angestrebten Stilwechsel hin zur Rockmusik.

## Coverversionen
Der Mitautor Peter Orloff nahm das Lied 1976 für sein Album Ich bestell schon mal das Himmelbett auf. 1986 coverte der holländische Sänger André Hazes Maffays Lied mit selbstgeschriebenem niederländischem Text als Titellied für sein Album Jij bent alles. Er erreichte damit zum Jahresende Platz 10 der Nederlandse Top 40. Unter dem Titel Ich veröffentlichten die Lassie Singers 1992 auf ihrem Album Sei À Gogo eine Version aus femininer Sicht. David Hasselhoff nahm das Lied im Jahr 1994 in der deutschen und in einer englischen Fassung auf. Die beiden Versionen selbst kamen nicht in die Charts, aber das mit Du betitelte Album konnte im deutschsprachigen Raum in die Charts einziehen. Hasselhoffs deutsche Version wurde für den Film Eurotrip verwendet. 1999 erschien das Lied in einer Discofox-Version von Chris Marlow.
1970 sang Patrick Samson eine italienische Fassung mit einem Text von Cristiano Minellono mit dem Titel "Tu" (Carosello Records, CI 20264), der in das Album "Soli si muore" (Alleine stirbst du) eingefügt wurde (On Sale Music, 52 OSM 056).